# Пансино, Розанна
Розанна Пансино — американская ютуберша, актриса, писательница и певица. Одна из самых высокооплачиваемых контентмейкерок на YouTube и заняла первое место в списке Forbes Top Influencers: Food list в 2017 году
Пансино ведет интернет-сериал Nerdy Nummies с 2011 года, который принес ей премию Shorty и пять номинаций на премию Streamy. Она написала и опубликовала две кулинарные книги по мотивам сериала, а также выпустила набор утвари для выпечки.
Пансино снялась в веб-сериале Broken Quest в 2013 году и в сериале YouTube Premium Escape the Night в 2018 и 2019 годах, последний из которых принес ей две номинации на премию Streamy. В 2021 году она вела шоу HBO Max Baketopia.
Пансино выпустила свой дебютный сингл «Perfect Together» в 2015 году; певица с классическим образованием.

## Ранний период жизни
Розанна родилась в Сиэтле, округ Кинг, штат Вашингтон, где выросла вместе со своей сестрой Молли Лу. Она итальянского, хорватского, немецкого и ирландского происхождения. В детстве друзья и семья называли её «ботаном» и «неуклюжим» ребёнком, а в школе она боролась с дислексией. Первоначально она хотела стать актрисой, и после посещения Тихоокеанского лютеранского университета переехала в Лос-Анджелес, чтобы заняться актёрским мастерством. Одно время Пансино работала учителем английского языка в Китае.
Интерес Пансино к кулинарии был вдохновлен её отцом и бабушкой, и она сказала в 2014 году, что «… выпечка всегда была моим хобби. Мне всегда нравилось творчески подходить к еде и делать тематические сладости для друзей». 17 декабря 2019 года Пансино объявила в своих социальных сетях, что её отец, который появился в нескольких её видео, умер из-за лейкемии, с которой он боролся шесть лет.

## Карьера

### Работа на YouTube
Пансино запустила свой канал на YouTube в 2009 году после того, как её поддержали несколько её друзей, которые также работали на YouTube и начали снимать видео, чтобы чувствовать себя более комфортно перед камерой. После того, как её первые видеоролики о выпечке приобрели стабильную аудиторию, зрители стали просить большего. Поскольку она никогда не видела шоу о выпечке по телевидению или в Интернете, Пансино решила создать сериал Nerdy Nummies. Позже она рассказала, что в первые годы своей работы на YouTube, когда она ещё работала актрисой, ей приходилось выбирать между актёрством или YouTube: ультиматум, поставленный её агентом. Она оставалась непреклонной в том, что не закончит с YouTube, несмотря на осознаваемые риски. Пансино сказала в интервью Cosmopolitan в 2015 году: «На тот момент я не зарабатывала на YouTube. Я понимала, что это возможно, но не зарабатывала ни цента. Я решила, что собираюсь начать делать это. Я не собираюсь оставлять YouTube».
Nerdy Nummies быстро стал хитом и принес девушке широкое признание и признание. По состоянию на ноябрь 2022 года её канал набрал более 4,2 миллиарда просмотров и 14 миллионов подписчиков, что сделало его самым популярным кулинарным каналом на YouTube. С тех пор она получила несколько наград; в 2013 году она выиграла премию Shorty Award как лучший гурман, шеф-повар или любитель еды в социальных сетях. Она также получила пять номинаций на премию Streamy Award за свою работу над Nerdy Nummies. По данным Forbes, Пансино остается одним из самых высокооплачиваемых пользователей YouTube, сообщая, что она зарабатывала семизначные суммы каждый год благодаря спонсорству и рекламе. Комментируя свой успех в интервью Business Insider в 2014 году, она заявила: "Я никогда не думала о том, как сделать видео вирусным. С самого начала я всегда хотела использовать YouTube для того, чтобы совершенствоваться и делиться с миром тем, что мне нравится. Если другие захотят присоединиться ко мне в этом путешествии, я буду рада видеть их в качестве моих зрителей.
Пансино известна своим стабильным графиком загрузки: с момента создания канала она не пропустила ни одной даты. В интервью Forbes она заявила: «Я не хочу пропустить публикацию; я просто не собираюсь так поступать со своим сообществом, они пришли смотреть на меня и так поддерживают меня, а взамен я делаю контент для них — в субботу их всегда будет ждать видео. Это отношения и связь, которые я никогда не хотела рвать, и я очень горжусь этим, потому что временами это было трудно». В будущем она сказала, что надеется «снимать видео о выпечке, пока не исполнится 90 лет».

### Другие предприятия
Пансино впервые появилась на телевидении в качестве участницы второго сезона реалити-шоу VH1 «Королевы крика», призом в котором была роль в одном из фильмов «Пила», где заняла 9-е место. После этого Пансино играла эпизоды в таких шоу, как «Парки и зоны отдыха» и «C.S.I.: Место преступления». Она озвучила роль Вайолет в мультсериале Broken Quest в 2013 года.
В 2015 году она снялась в клипе Dawin ft Silentó на песню " Dessert ". Она также выпустила свой первый сингл под названием «Perfect Together» в 2015 году, который был спродюсирован Куртом Хьюго Шнайдером. Первоначально он был выпущен на iTunes, а клип был выпущен позже в том же году; на 2019 год набрал более 20 млн просмотров. Также в 2015 году Pansino написала и опубликовала The Nerdy Nummies Cookbook,, которая была официально выпущена в том же году. Книга включает в себя избранные рецепты, ранее представленные на Nerdy Nummies, а также ранее представленные рецепты, которые были переделаны. Книга стала бестселлером The New York Times и была включена BookRiot в список «50 обязательных к прочтению книг ютуберов».
В 2016 году у неё была повторяющаяся голосовая роль в телесериале «Папа-эмо», а также она снялась в качестве приглашенной звезды в сериале«Бизаардварк» на телеканале Disney в роли самой себя. В августе 2017 года Розанна выпустила линию для выпечки в сотрудничестве с кулинарной компанией Wilton. В наборе есть всё — от кухонных инструментов и продуктов, предназначенных больше для использования новичками, с элементами, до измерительной утвари и руководства по каждой вещи. Набор был выпущен для огромного количества розничных продавцов, включая Walmart и Michael’s. В 2018 году она выпустила новинки, чтобы ещё больше расширить свою линейку. Также в 2018 году Пансино выпустила ещё одну кулинарную книгу под названием «Выпечка круглый год», основанную на той же концепции, что и её предыдущая кулинарная книга. Пансино снялась в третьем сезоне YouTube Red’s Escape the Night в роли The Jet Setter в 2018 году и в четвёртом сезоне в роли Светской львицы в 2019 году. Пансино и остальные актёры третьего и четвёртого сезонов были номинированы на премию Streamy Awards.
В 2019 году она выступила в качестве приглашенного судьи в оригинальном соревновательном шоу Netflix по выпечке Nailed It!. В 2020 году она появилась в шоу YouTuber Лорен Риихимаки Craftopia. В 2021 году Pansino провела серию HBO Max Baketopia, в которой участники соревнуются в конкурсе по готовке, чтобы выиграть до 10 000 долларов; её работа в качестве ведущего в шоу получила высокую оценку, и она также выступила исполнительным продюсером нескольких эпизодов. В том же году она была среди нескольких других ютуберов, которые участвовали в «Турнире влиятельных лиц» MrBeast с призовым фондом 1 000 000 долларов. В 2023 году она снялась в роли организатора свадеб в сериале «Морская полиция: Лос-Анджелес», который она назвала «сбывшейся мечтой».

## Личная жизнь
В настоящее время Пансино проживает в Лос-Анджелесе, где снимает все свои видео на YouTube. В 2018 году Пансино объявила, что состоит в отношениях с Майком Ламондом, более известным как Husky, бывшим комментатором киберспорта, который в настоящее время работает с Пансино над Nerdy Nummies. В своем видео ко Дню святого Валентина 2019 года она заявила, что они работали вместе девять лет и встречались шесть лет.
В 2019 году Пансино была госпитализирована в местную больницу с жалобами на сильную боль и недомогание. Позже выяснилось, что она заразилась опасной для жизни бактериальной инфекцией, которую быстро вылечили. Об этом сообщалось в её Twitter-аккаунте. В феврале 2021 года ей удалили грудные имплантаты, о чём было объявлено в её Instagram. Год спустя Пансино рассказала о причине своего решения удалить имплантаты в видео на YouTube.

## Фильмография

### Фильмы
| Заголовок               | Год  | Роль               | Примечания          |
| ----------------------- | ---- | ------------------ | ------------------- |
| Звездный путь: Феникс   | 2010 | Энсин Келли        | Короткий фильм      |
| Ограбление с Markiplier | 2019 | Профессор Борегард | Интерактивный фильм |
| В космосе с Markiplier  | 2022 | Профессор Борегард | Интерактивный фильм |

### Телевидение
| Заголовок                            | Год           | Роль                         | Примечания                                 |
| ------------------------------------ | ------------- | ---------------------------- | ------------------------------------------ |
| Королевы крика                       | 2008 г.       | Сама                         | Игровое шоу; 2 серии                       |
| Парки и зоны отдыха                  | 2009 г.       | Праздничный эльф             | Эпизод: "Рождественский скандал "          |
| Обезьяна Уоррен                      | 2010          | Лела Финкельбаум             | Эпизод: " Долой старое "                   |
| Ликование                            | 2010          | чирлидер                     | Эпизод: " Дуэты "                          |
| CSI: Исследование места преступления | 2011          | чирлидер                     | Эпизод: " Развязанный "                    |
| Сломанный квест                      | 2013          | Фиолетовый                   | Главная роль                               |
| Плохой интернет                      | 2016          | Шеф-повар Сара               | Эпизод: «Столкновение в смертельной битве» |
| эмо папа                             | 2016          | Мисс Блаженная               | Повторяющаяся роль                         |
| Бизардварк                           | 2016          | Сама                         | Эпизод: " Ах, вздор "                      |
| Успешно справился!                   | 2019          | Сама                         | Эпизод: " Доисторическая выпечка "         |
| Побег из ночи                        | 2018-2019 гг. | Джетсеттер / Светская львица | Главная роль                               |
| Крафтопия                            | 2021          | Сама                         | сериал ГБО; появление гостя                |
| Пекарня                              | 2021          | Сама                         | Главная роль; также продюсер               |
| Вызов печенья на Хэллоуин            | 2022          | Сама                         | Судить                                     |
| Морская полиция: Лос-Анджелес        | 2023          | Тара Уокер                   | Эпизод: " Позор "                          |

### Клипы
- " Десерт " (2015), Давин ft Silentó

### Видеоигры
- <i id="mwAaI">Cookie Run: Kingdom'' (2021), Морковное печенье[63]

## Дискография

### Синглы
| Title                           | Year | Album             | Ref.   |
| ------------------------------- | ---- | ----------------- | ------ |
| «Perfect Together»              | 2015 | Non-album singles | [ 64 ] |
| «Rainbow Magic» (ft. Schmoyoho) | 2018 | Non-album singles | [ 65 ] |

## Награды и номинации
| Год  | Премиальное шоу   | Категория                                                    | Работа        | Результат | Ист.   |
| ---- | ----------------- | ------------------------------------------------------------ | ------------- | --------- | ------ |
| 2013 | Награды Коротышки | Лучший гурман, шеф-повар или любитель еды в социальных сетях | Сама          | Победа    | [ 66 ] |
| 2014 | Потоковые награды | Лучшее шоу года                                              | всезнайка     | Номинация | [ 21 ] |
| 2014 | Потоковые награды | Лучшая еда и кухня                                           | всезнайка     | Номинация | [ 23 ] |
| 2015 | Награды Коротышки | Лучший гурман, шеф-повар или любитель еды в социальных сетях | всезнайка     | Номинация | [ 67 ] |
| 2015 | Потоковые награды | Лучшая еда и кухня                                           | всезнайка     | Номинация | [ 24 ] |
| 2015 | Награда за вкус   | Kikkoman Breakout Foodies года                               | Сама          | Победа    | [ 68 ] |
| 2017 | Потоковые награды | Лучшая еда и кухня                                           | всезнайка     | Номинация | [ 25 ] |
| 2018 | Потоковые награды | Лучший актёрский ансамбль                                    | Побег из ночи | Номинация | [ 43 ] |
| 2019 | Потоковые награды | Лучшая еда и кухня                                           | всезнайка     | Номинация | [ 26 ] |
| 2019 | Потоковые награды | Лучший актёрский ансамбль                                    | Побег из ночи | Номинация | [ 22 ] |